# وشخوویتسه (ناحیه پرروف)
وشخوویتسه (به چکی: Všechovice) یک منطقهٔ مسکونی در جمهوری چک است که در ناحیه پرروف واقع شده‌است. وشخوویتسه ۵٫۸ کیلومتر مربع مساحت و ۸۴۹ نفر جمعیت دارد و ۳۴۶ متر بالاتر از سطح دریا واقع شده‌است.